# Kaolin

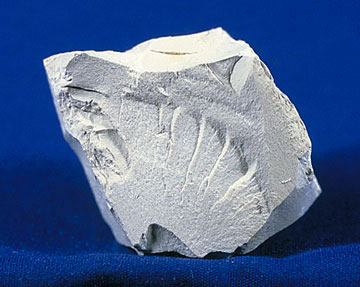
Kaolin

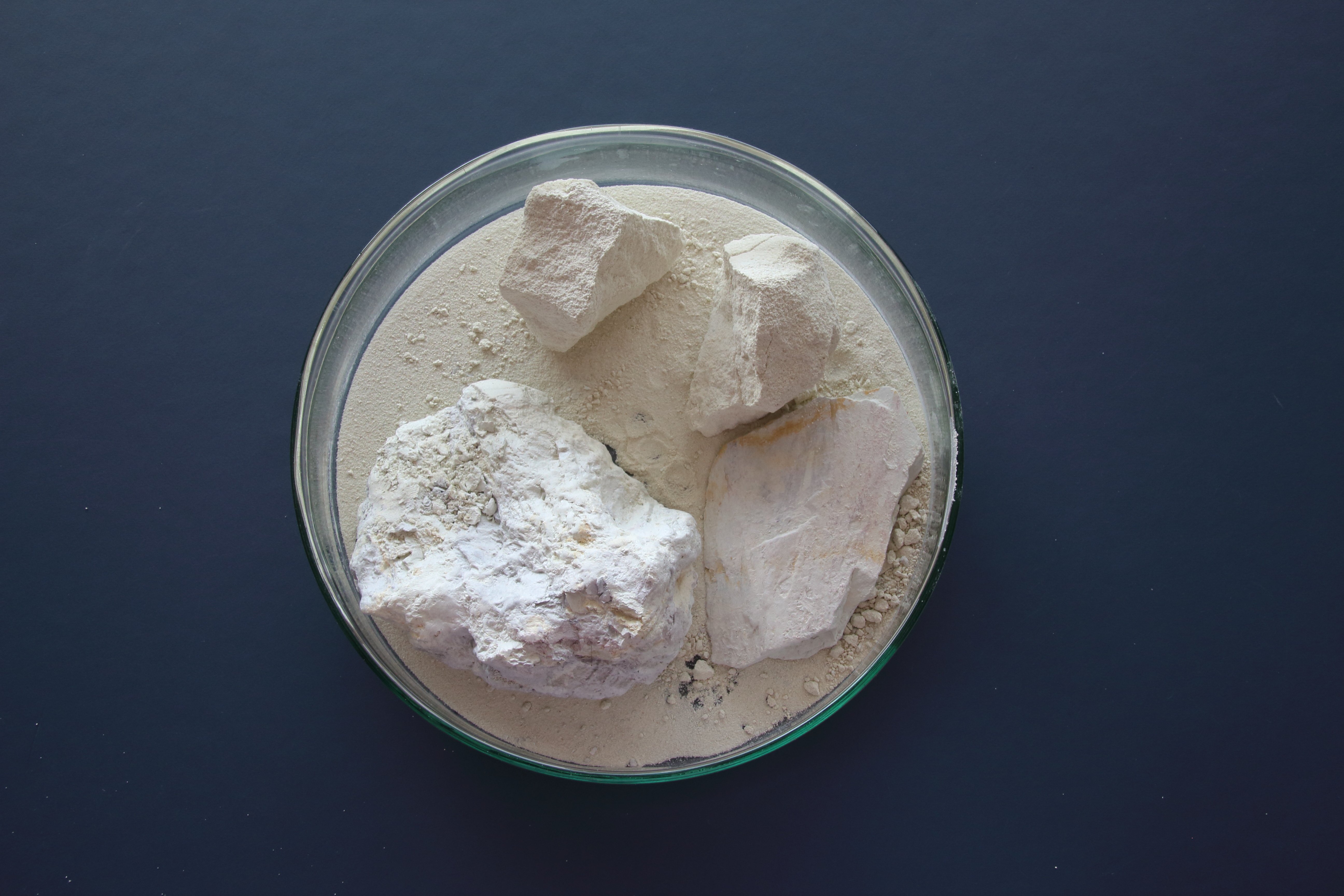
Kaolin aus der ehemaligen
Kaolingrube Geisenheim

Kaolin, auch als Porzellanerde, Porzellanton, weiße Tonerde, China Clay oder in der Apotheke als Bolus alba oder Pfeifenerde bezeichnet, ist ein feines, eisenfreies, weißes Gestein, das als Hauptbestandteil Kaolinit, ein Verwitterungsprodukt des Feldspats, enthält. Weitere Bestandteile sind verschiedene andere Tonminerale und unzersetzte Feldspatteilchen.
Kaolin wird hauptsächlich bei der Herstellung von Papier und zur Bereitung von Porzellan verwendet. Daneben wird Bolus alba unter anderem als Bestandteil mancher Pudergrundlagen verwendet und auch Lebensmitteln zugesetzt (siehe Verwendung).
Der Preis für eine Tonne Kaolin betrug in den Jahren 2006 bis 2012 zwischen 137 und 190 US-Dollar. Im Jahre 2003 wurde ein Verbrauch von 45 Millionen Tonnen durch eine Fördermenge von 45,6 Millionen Tonnen abgedeckt.
2013 wurde mit dem Kaolin erstmals ein Lockergestein Gestein des Jahres.

## Etymologie
Das Wort Kaolin (chinesisch 高嶺土 / 高岭土, Pinyin gāolǐngtǔ – „Erde aus Gaoling“) wird von dem chinesischen Ortsnamen Gaoling (高嶺 / 高岭,  gāolǐng – „hohe Bergkette“) abgeleitet. So heißt ein Dorf in der Volksrepublik China im Nordwesten der Provinz Jiangxi, im Kreis Fuliang der bezirksfreien Stadt Jingdezhen. Dort wurde die „weiße Erde“, eben das eingedeutschte Kaolin, gefunden. Das Wort kam im 18. Jahrhundert durch einen französischen Jesuitenpater nach Europa, wo es die bisher üblichen Bezeichnungen „Weißton“ oder „Passauer Erde“ ersetzte.

## Vorkommen und Abbau
Bereits vor 2000 Jahren wurde ein Vorkommen auf den Äolischen Inseln (Italien) ausgebeutet.

### Lagerstätten
Es können zwei Arten von Kaolinlagerstätten unterschieden werden:
Primäre Vorkommen
Man unterscheidet hydrothermale Lagerstätten von Residuallagerstätten. Granite oder Rhyolite werden vor Ort, also in situ durch Oberflächenwasser, fließendes Grundwasser oder hydrothermale Fluide chemisch verwittert.
Sekundäre Vorkommen
Sekundäre Kaoline sind zumeist umgelagerte primäre Kaoline. Am Ort der Entstehung wurden sie erodiert, anschließend transportiert und gemeinsam mit anderem Material in Form von Linsen abgelagert. Manche sekundären Kaolinite entstanden durch hydrothermale Alteration, also chemische Verwitterung durch Grundwasser, von Arkosen. Als Arkose wird ein Sediment mit einem Feldspatanteil von mehr als 25 % bezeichnet.

### Weltweite Vorkommen
Kaolin kommt in der Natur vergleichsweise selten vor, nennenswerte Lagerstätten befinden sich in Brasilien, in den USA, Deutschland, Frankreich, England, Tschechien, Japan, China, Indien und auf den Philippinen. Die weltweiten gesicherten und wahrscheinlichen Vorräte werden auf 14,2 Milliarden Tonnen berechnet, die weltweite Jahresproduktion betrug im Jahr 2003 45,6 Millionen Tonnen. Ausgehend von diesen Daten reichen die weltweiten Kaolinvorräte theoretisch noch bis ins Jahr 2300.

### Abbau
Hauptabbauländer von Kaolinerde waren im Jahre 2014 nach den USA (20,9 %), Deutschland (17,6 %), China (11,5 %) und Brasilien (7,7 %).
Die größten Abbauunternehmen weltweit sind Imerys (F), CADAM/PPSA (Bra), Thiele (USA), BASF (USA), Huber (USA) und die Amberger Kaolinwerke (Deutschland), die mittlerweile unter dem Dach der Quarzwerke Gruppe agieren.
| Land                | 2019        | 2020        |
| Land                | (in Tonnen) | (in Tonnen) |
| ------------------- | ----------- | ----------- |
| Brasilien           | 1.700.000   | 1.240.000   |
| Volksrepublik China | 5.000.000   | 6.500.000   |
| Tschechien          | 3.450.000   | 3.070.000   |
| Deutschland         | 5.200.000   | 0.870.000   |
| Indien              | 4.000.000   | 7.600.000   |
| Iran                | 0.790.000   | 1.800.000   |
| Mexiko              | 0.140.000   | 0.120.000   |
| Spanien             | 0.450.000   | 0.450.000   |
| Türkei              | 1.500.000   | 1.200.000   |
| Ukraine             | 1.840.000   | 1.680.000   |
| Usbekistan          | 4.500.000   | 5.900.000   |
| Vereinigte Staaten  | 5.060.000   | 4.570.000   |
| Andere Länder       | 10.700.000  | 11.400.000  |
| Gesamt              | 44.300.000  | 46.400.000  |

#### Deutschland, Polen, Tschechien, Ukraine

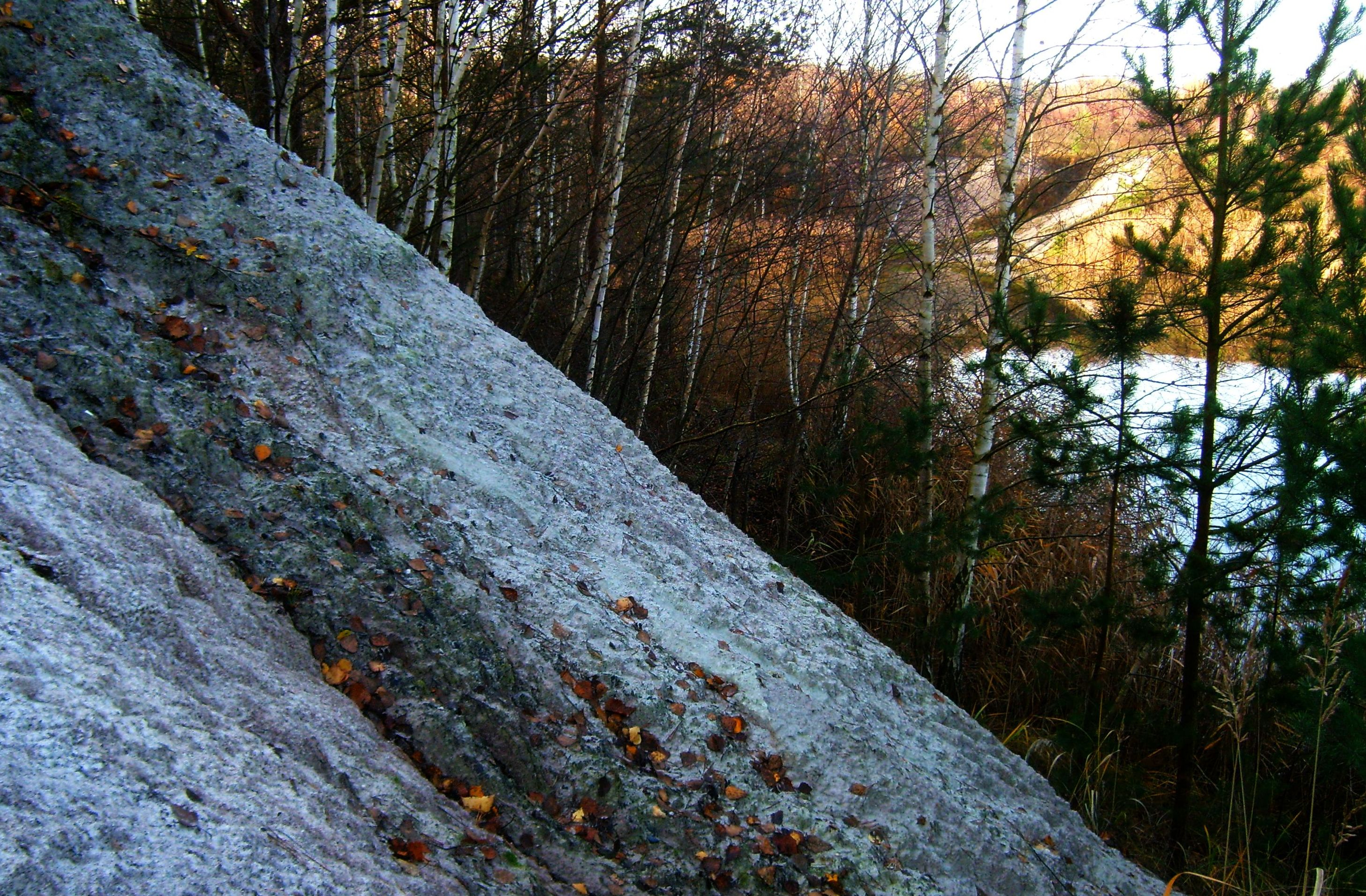
Kaolingrube bei Halle (Saale)

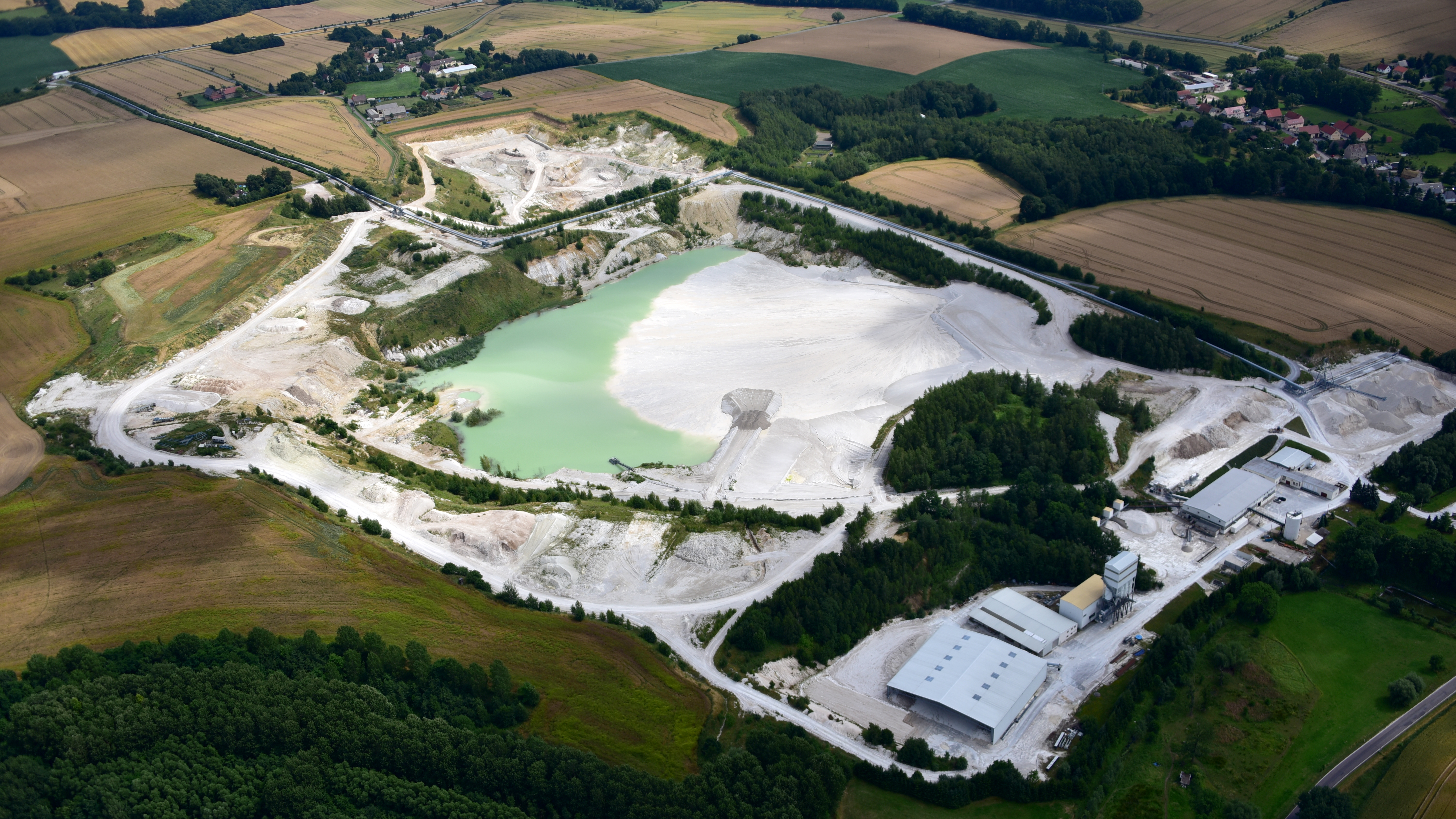
Kaolintagebau Gröppendorf, Luftaufnahme (2017)

Hauptabbaugebiete für Kaolin in Deutschland befinden sich bei Hirschau in der Oberpfalz. Im Kaolinrevier in der Hirschau-Schnaittenbacher Senke befindet sich eine der bedeutendsten kontinentalen Kaolin-, Quarzsand- und Feldspatlagerstätten Europas. Die Amberger Kaolinwerke (gegr. 1901), der größte Hersteller des Industrieminerals Kaolin in Deutschland, und die traditionsreiche Firmengruppe Dorfner bauen dort im Tagebau die Roherde ab; zu Porzellan verarbeitet wird es vor allem in den Firmen Seltmann Weiden und Bauscher.
In Lohrheim im Taunus und auch im Westerwald wird vereinzelt Kaolin abgebaut.
Ein weiteres Abbaugebiet liegt im mittelsächsischen Hügelland bei Seilitz und Kemmlitz („Börtewitzer Becken“). Aus dem dortigen Vorkommen wird Kaolin, das über eine kaolinitische Verwitterung von Graniten entstanden ist, für Meißner Porzellan gewonnen. Die Kaolin-Abbaustätte in Seilitz gilt als das „kleinste Bergwerk Europas“. Am 4. Dezember 2023 begann dort der Abbau aus einem neuen Grubenfeld. Bei Hohburg im Leipziger Land wurde von 1901 bis 1965 Kaolin abgebaut (Hohburger Dorfbuch von Manfred Müller).
Aus Gruben im Raum Halle (Saale) bei Salzmünde/Möderau, Etzdorf, Spergau und Rossbach wird Kaolin und weißbrennender Ton durch die Kaolin- und Tonwerke Salzmünde GmbH abgebaut.
Kleine Vorkommen gab oder gibt es noch im Rheingau in der ehemaligen Kaolingrube Geisenheim sowie in Rheinhessen.
Die Quarzwerke GmbH (Amberger Kaolinwerke) betreibt neben dem Werk in Hirschau-Schnaittenbach den Abbau in Kemmlitz (Kemmlitzer Kaolinwerke) sowie in Caminau (Caminauer Kaolinwerk) in der sächsischen Oberlausitz.
Kaolin wird in Polen in Nowogrodziec (Naumburg am Queis, östlich von Görlitz) und in der Ukraine in Gluhivzi (ein Standort der Quarzwerke GmbH) abgebaut.
Tschechische Abbaugebiete befinden sich bei Pilsen und Karlsbad. Weitere – meist stillgelegte – Kaolingruben befinden sich um Lieskau und Röblingen am See in Sachsen-Anhalt sowie im Erzgebirge bei Aue.

#### Abbau in Österreich
Die einzigen derzeit bekannten, abbauwürdigen Kaolinvorkommen in Österreich befinden sich in Oberösterreich im Gebiet um Schwertberg. Die Kamig (Österreichische Kaolin- und Montanindustrie Aktiengesellschaft) in Tragwein ist das größte österreichische Förderunternehmen für Kaolin und baut Kaolin in zwei Bergwerken im Tagbau ab. 2004 wurden in zwei niederösterreichischen und einer oberösterreichischen Abbaustätte 80 Personen beschäftigt und 104.986 Tonnen Rohkaolin im Tagbau, im oberösterreichischen Tragwein auch im Grubenbau, gefördert. Dies ergab 16.345 Tonnen Reinkaolin in Tragwein und 5.832 Tonnen Muskovitglimmer in den niederösterreichischen Abbaustätten.

### Varietäten
Varietäten des Kaolins tragen Bezeichnungen aus dem angelsächsischen Bergbau, die von der weiterverarbeitenden Industrie übernommen wurden:
Ball clays
enthalten nur geringe Mengen an weiteren Mineralen beziehungsweise organischem Material. Durch Brennen entstehen weiße Produkte wie Sanitärkeramik, aber auch Fliesen und Kacheln.
Fireclay
wird unmittelbar unter Kohleflözen gefunden und hat – abgesehen von höherer Temperaturbeständigkeit – ähnliche Eigenschaften wie „ball clay“.
Abhängig vom Ablagerungsmilieu kann vulkanische Asche in Minerale umgewandelt werden oder bleibt als solche erhalten. Wasser ist notwendig für eine Alteration der Aschen. Wenn das Ablagerungsmilieu sauer ist, zum Beispiel in Kohlesümpfen, in denen organische Säuren aus dem Zerfall von Pflanzen vorkommen, wird die Asche zu Kaolinit umgewandelt. Dieses Gestein wird als „Tonsteins“ bezeichnet. Alte „Tonsteins“, die eine Ausfällungsreaktion durchlaufen haben, sind „fireclays“.
Underclays
können Kaolinit enthalten, müssen es aber nicht. Der „underclay“ ist der Bereich unmittelbar unter einem Kohleflöz und war der Boden, auf dem die Pflanzen wuchsen, die heute die Kohle bilden. Wenn „underclay“ als „fireclay“ bezeichnet wird, ist er reich an Kaolinit. Aus „underclay“, „fireclay“ oder „flint clay“ werden feuerfeste Ziegel und Zemente, zum Beispiel für den Formsand in Gießereien hergestellt.
Flint clay
ist hart, glatt und bricht muschelig. Er entwickelt keine Plastizität (Bildsamkeit), wenn er mit Wasser versetzt wird, und kann nicht gelöscht werden. „Flint clay“ kristallisiert aus einem Gel mit Kaolinit-Zusammensetzung am Boden von Seen, möglicherweise Karstseen, aus.

## Eigenschaften
| Oxid  | theoretisch | typische Analyse  |
| ----- | ----------- | ----------------- |
| Al2O3 | 39,50       | 38,5              |
| SiO2  | 46,54       | 45,5              |
| Na2O  | –           | 00,1              |
| TiO2  | –           | 01,4              |
| Fe2O3 | –           | 00,3              |
| H2O   | 13,96       | 13,7 (ungebrannt) |

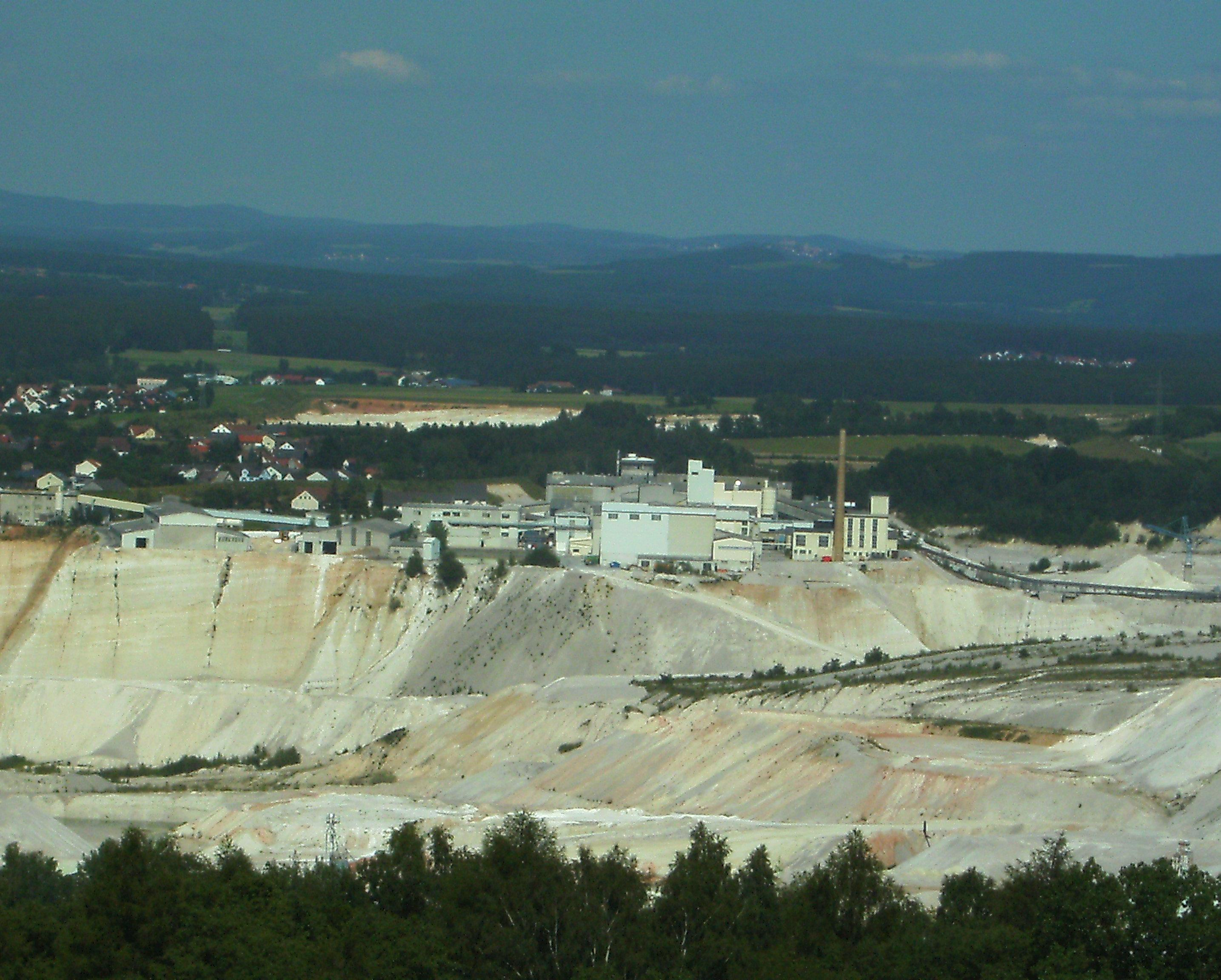
Blick vom Monte Kaolino auf Hirschau

Kaolinit als Hauptbestandteil von Kaolin ist ein hydratisiertes Aluminiumsilikat. Kaolinit ist damit chemisch gesehen ein Aluminiumsalz der Kieselsäure. Synthetisch wird Kaolinit aus Polykieselsäure und Aluminiumhydroxid unter hydrothermalen Bedingungen hergestellt. Die theoretische Formel ist Al2O3 · 2SiO2 · 2H2O oder als Summenformel Al2Si2O5(OH)4. Im Color Index wird es unter PigmentWeiß19 und mit seiner chemischen Struktur unter CI 77005 geführt. Es ist ein natürliches, feinkörniges und gut kristallisiertes Tonmineral mit einer „buch“artigen Struktur – ein Schichtsilikat. In jeder dieser „Buchseiten“ wiederholt sich die gleiche Schichtung von oktaedrischen Aluminat- und tetraedrischen Silikatschichten, die über Schichten von Sauerstoffatomen verbunden sind. Durch diese Schichtung ist die Plastizität (Verformbarkeit) zwar gering, aber der chemische Aufbau bringt eine hohe Feuerbeständigkeit und es bildet sich beim Brennen ein fester, dichter Scherben. Zudem führt diese Struktur zu geringen Partikelgrößen.
Kaolin ist ein weißes Pulver mit einer Dichte von 2,58 g/cm³ und das einzige weiße, technisch verfügbare Mineralpigment, das natürlich mit einer Partikelgröße von weniger als 2 µm vorkommt. Der Schmelzpunkt von Kaolin liegt bei etwa 1450 °C. Der Weißgrad der trockenen Reflexion liegt bei 82 % für einen groben Kaolin und bis 87 % für feinen, ein wasserfrei kalzinierter kann auch über 91 % erreichen. Der Brechungsindex beträgt 1,56. Seine Mohssche Härte liegt bei 2,5. Ein feiner Kaolin hat einen kugeläquivalenten Partikeldurchmesser von 0,5 µm und einen Anteil von 90 % Partikeln unter zwei Mikrometer, für ein 325-Maschen-Sieb beträgt der Rückstand weniger als 0,01 %. Einfachere grobe Kaoline haben einen Äquivalentdurchmesser von 3,5 µm und bilden auf dem 325er-Sieb 0,1 % Rückstand, aber auch ein solches hat 40 % der Partikel unter 2 µm.
Der Ölbedarf als Maß der relativen Oberfläche beträgt 32 g/100 g für einen groben Kaolin, 45 g für 100 g feinen und 55 g für 100 g kalzinierten Kaolin.

## Verwendung
| Branche/Einsatz                             | Anteil am Gesamteinsatz |
| ------------------------------------------- | ----------------------- |
| Papierbeschichtung                          | 49,7 %                  |
| Füllstoff im Papier                         | 22,8 %                  |
| Gummiindustrie                              | 13,2 %                  |
| Lack- und Kunststoffindustrie               | 04,5 %                  |
| Keramikindustrie sonstiger „Nichtfüllstoff“ | 06,2 %                  |
| Lebensmittel- und Düngerindustrie           | 03,2 %                  |
| Insektizide/Fungizide                       | 00,4 %                  |

Neben dem Einsatz als Porzellanerde wird Kaolin vor allem als Füllstoff eingesetzt. Seine Pigmenteigenschaft ist von der Art des Substrats abhängig.

### Keramik
Dank seines hohen Schmelzpunkts von 1450 °C dient Kaolin in der Keramikindustrie hauptsächlich als Grundlage zur Herstellung von weißem Porzellan und für hellbrennende Tonmassen. Bekanntes Endprodukt ist das Meißner Porzellan. Ein Zusatz bei der Herstellung von Boden- und Wandfliesen fördert die Qualität, je höher der Kaolin-Anteil, desto größer kann die Fliese sein, da ihre mechanischen Eigenschaften nach dem Brennen verbessert werden.

### Pigment und Füllstoff
- Als weißes Pigment (C. I. Pigment White 19) wird es zur Herstellung von Streichfarben und Anstrichmitteln gebraucht.
- Bei der Papierherstellung hat es eine doppelte Aufgabe als Füllstoff in der Masse und Streichpigment für Beschichtungen.
- In Polyethylen (HDPE) kann Kaolin als Füllstoff zum Erhöhen des Elastizitätsmoduls eingesetzt werden.
- Weichkaolin wird in der Reifenproduktion eingesetzt.
- In der Kosmetik dient es als Grundlage zur Herstellung von Puder und wird häufig in Deocremes verwendet.
- Als Grundstoff wird es in der „Blei“- und Farbstifterzeugung genutzt („Blei“- und Farbmine).
- In LED-Leuchtmitteln  und Glühlampen wird es als Diffusor für gleichmäßige Lichtabstrahlung als feine Pulverschicht auf der Innenseite des Glaskolbens aufgetragen.

### Lebensmittel
Kaolin wird in der Lebensmittelindustrie als Trägerstoff, Trenn- und Bleichmittel zugesetzt. Hierauf beruht die Bezeichnung Bleicherde, da es auf Grund seiner Struktur gut zu absorbierende Nebenstoffe aufnimmt. Vom menschlichen Darm wird Kaolin nicht aufgenommen, sondern unverändert wieder ausgeschieden. Die eingesetzten Mengen sind zudem sehr gering und die Substanz gilt als unbedenklich. In der EU war es bis zum 31. Januar 2014 als Lebensmittelzusatzstoff mit der Nummer E 559 für bestimmte Lebensmittel und als Trägerstoff für Farbstoffe zugelassen.
Kaolin wird auch für Nutztierfutter verwendet. Weiters wird Kaolin bei der Edelobsterzeugung als Sonnenschutzmittel für die empfindliche Apfelschale in wässriger Suspension in den Plantagen ausgebracht.

### Pflanzenschutzmittel
Kaolin als Wirkstoff in Pflanzenschutzmittel ist zumindest in der EU und der Schweiz erlaubt. Bekämpft werden etwa die Schaderreger Birnblattsauger, Walnussfruchtfliege, Kirschessigfliege und Rapsglanzkäfer.

### Weitere Verwendungen
- Als gerinnungsförderndes Mittel in Blutentnahmeröhrchen (zur Berechnung der PTT, einem Gerinnungsparameter).
- In der Notfallmedizin, insbesondere im präklinisch-taktischen Bereich, als Wirkstoff in hämostyptischen Verbänden z. B. QuikClot® Combat Gauze.[18]
- Als Bettungsmaterial bei der Vergasung von festen Brennstoffen in Wirbelschichtvergasern.
- Wie andere saugende Pulver kann auch Kaolin als Reinigungsmittel für Fettflecken auf Stoff oder Papier verwendet werden. Es wird dick aufgetragen, und während einer längeren Verweildauer verteilt sich das Fett aus dem Gewebe in der größeren Menge Kaolin. Gereinigt wird durch Abklopfen.
- In der Kosmetik als Gesichtspackung (siehe auch weiße Tonerde). Wirkung: Reinigende und fettabsorbierende Wirkung bei Hautunreinheiten.[2]
- In Kombination mit Cayennepfeffer (Capsaicin bzw. Capsicinoide sind der Wirkstoff), Senföl und Wasser wird Kaolin in Form von Munari-Packungen (Italienische Packung) als Wärmetherapie bei Schmerzen und Verspannungen am Bewegungsapparat einzeln oder in Kombination mit Massage eingesetzt.[19]

## Sicherheitshinweise
In der Schweiz wurde der MAK-Wert auf 3 mg·m−3 (gemessen als alveolengängiger Staub) festgelegt.